# Doki Doki Literature Club!
Doki Doki Literature Club! — бесплатная компьютерная игра в жанре визуальной новеллы, разработанная и выпущенная американской командой разработчиков Team Salvato для персональных компьютеров на операционных системах Windows, macOS и Linux 22 сентября 2017 года. Первоначально визуальная новелла распространялась через сервис itch.io, а позже, с 6 октября, стала доступна и на платформе цифровой дистрибуции Steam.
Сюжет игры разворачивается вокруг истории ученика, присоединившегося к школьному литературному клубу, и его взаимодействия с девушками-участницами этого коллектива. В отличие от других представителей жанра, Doki Doki Literature Club! предполагает интенсивное использование техники разрушения четвёртой стены.
Игра получила преимущественно положительные отзывы от рецензентов, отмечавших удачное использование создателями элементов хоррора и нестандартные шаги по внесению разнообразия в игровой процесс. Doki Doki Literature Club! неоднократно подвергалась критике за предполагаемое влияние на случаи самоубийств среди подростков.
Расширенная версия игры Doki Doki Literature Club Plus! была выпущена для Nintendo Switch, PlayStation 4, PlayStation 5, Xbox One, Xbox Series X/S и Windows 30 июня 2021 года.

## Игровой процесс

Игровой процесс Doki Doki Literature Club!. Слева направо: Саёри, Нацуки и Юри

По аналогии с другими представителями жанра визуальных новелл, игровой процесс Doki Doki Literature Club! отличается низким уровнем интерактивности и состоит из сцен со статичными двухмерными изображениями персонажей в перспективе от первого лица. Повествование и диалоги подаются в виде сопутствующего персонажам текста. Повествование ведётся от лица главного героя произведения — члена литературного клуба, в который его пригласила подруга детства Саёри. В определённые разработчиками моменты воспроизведение текста прекращается, и игроку предлагается сделать выбор из нескольких вариантов действий, определяющих дальнейшее течение событий, — подобные решения влияют на развитие отношений главного героя с ключевыми женскими персонажами (Саёри, Юри, Нацуки и Моникой).
Также влияние на симпатию персонажей к протагонисту оказывают результаты мини-игры, в которой игроку предлагается составить стихотворение из отдельных слов. Каждое из употреблённых выражений увеличивает привязанность определённой девушки к главному герою в зависимости от её предпочтений, а также может вызывать негативную реакцию у других девушек, которая отображается на поведении тиби-изображений героинь в экране мини-игры. По результатам мини-игр игроку могут открываться дополнительные сцены с той героиней, которой было посвящено стихотворение.
Визуальная новелла разделена на три стадии прохождения, в ходе которого игроку необходимо трижды начать игру заново, при этом каждая из стадий игры имеет собственный сюжет. В ходе игрового процесса по требованию игры игрок вынужден обращаться к файлам визуальной новеллы для дальнейшего продвижения повествования.

## Персонажи
- Саёри (англ. Sayori) — неуверенная в себе, склонная к самоубийству и внешне жизнерадостная девушка, которая влюблена в протагониста, а также, скрывая это от всех, всю свою жизнь страдает глубокой депрессией[8]. Именно Саёри приводит главного героя в школьный литературный клуб, в котором он знакомится с остальными девушками-членами[4]. Вскоре после начала игры совершает самоубийство посредством повешения.
- Юри (англ. Yuri) — робкая, часто извиняющаяся и закрытая девушка, предпочитающая чтение книг общению с людьми. Ей неловко знакомиться и заводить друзей, из-за чего её знакомство с протагонистом происходит постепенно, со временем открывая ему черты характера девушки[4]. После того, как Юри признаётся игроку в любви, она ранит себя ножом и впоследствии умирает.
- Нацуки (англ. Natsuki) — низкорослая розововолосая девушка с заводным характером и большим запасом энергии. Она жизнерадостна и радуется различным мелочам, вроде сладостей, а также одержима мангой[4]. Из-за её характера и разности взглядов она часто конфликует с Юри[9].
- Моника (англ. Monika) — президент литературного клуба, которая «осознаёт», что является персонажем компьютерной игры и «имеет доступ» к её файлам. Со временем Моника начинает менять лица остальным девушкам и провоцирует Саёри и Юри на самоубийство, тем самым пытаясь обратить внимание игрока Doki Doki Literature Club! на себя, стараясь показаться ему более привлекательной[8][9].

## Сюжет
Сюжет начинается с того, что главный герой встречает подругу детства по имени Саёри по дороге в школу, которая позже предлагает ему вступить в школьный литературный клуб. Протагонист соглашается с её предложением и знакомится с остальными членами клуба: девушками Нацуки, Юри и президентом клуба — Моникой. Когда наступает время подготовки к школьному фестивалю, Саёри признаётся главному герою в любви, а также в том, что всю жизнь боролась с сильной депрессией. На следующий день Моника передаёт главному герою поэму, написанную Саёри, в которой та настойчиво приказывает кому-то «убраться из её головы». Поняв, что у неё что-то случилось, главный герой бежит домой к Саёри и узнаёт, что та покончила с собой, повесившись в собственной комнате, после чего игра заканчивается. Игрок попадает в главное меню без возможности загрузить последнее сохранение, поскольку файлы сохранения стёрлись, и игроку остаётся лишь начать игру сначала. После начала новой игры всё начинается также, как и в прошлый раз, за исключением того, что Саёри в игре больше нет. Текст и её имя становятся нечитабельны, о её существовании никто не помнит, а изображения персонажей время от времени искажаются, после чего повествование ведётся так, будто бы Саёри не существовало вовсе. Вместо неё главного героя в литературный клуб приглашает Моника.
Игра тем временем продолжает искажаться всё сильнее и сильнее. Поведение персонажей меняется: цундэрэ Нацуки ругается с обычно спокойной и стеснительной Юри, которая проявляет себя как настоящая яндэрэ, склонная к членовредительству. Моника уверяет игрока в том, что её подруги по клубу имеют некоторые странности, в то время как Нацуки, передав свою поэму протагонисту, пишет, что ничего такого не случалось ранее, и просит не говорить об этом Монике. Члены литературного клуба начинают подготовку к школьному фестивалю, и все девушки начинают соперничать друг с другом за помощь главного героя. После ссоры на этой почве Юри выталкивает Монику и Нацуки из класса и признаётся главному герою в любви, но после совершает самоубийство, вонзив в себя нож. Главный герой проводит все выходные над телом Юри. Увидев это по окончании выходных, Нацуки приходит в ужас, ей становится плохо, а затем она и вовсе выбегает из класса с позывами рвоты. Из ниоткуда появляется Моника и извиняется перед игроком, после чего игрок оказывается в комнате наедине с Моникой, сидящей напротив, а из папки с игрой удаляются файлы Нацуки и Юри.
Девушка рассказывает, что уже давно знает, что она — всего лишь персонаж игры, и что она в состоянии проникать в файлы других персонажей, искажая их либо удаляя, а также именно она изменила поведение других девушек, после чего признаётся в любви лично к игроку, сидящему за компьютером. После удаления игроком файла Моники из каталога игры девушка ругает игрока за этот проступок, но прощает его, а затем полностью восстанавливает игру и всех её персонажей, за исключением самой себя.

### Концовки
В зависимости от того, какие действия совершит игрок, он может прийти к одной из трёх концовок:
- «Стандартная» концовка активируется вне зависимости от того, какие из вариантов ответа были выбраны по ходу прохождения[12]. При этом в финале Саёри представится президентом литературного клуба и поблагодарит игрока за «спасение от Моники», если тот удалит её файлы из каталога игры во время финальной сцены, в которой игрок беседует с Моникой наедине[13].
- «Положительная» концовка активируется, если в процессе мини-игр игрок, используя возможность сохранения игрового процесса, отдавал предпочтение всем персонажам, разблокировав, таким образом, все дополнительные сцены и изображения с участием каждой девушки. При этой концовке Саёри поблагодарит игрока за проведённое в игре время[13].
- Если перед началом игры удалить файлы Моники из каталога игры, то активируется «альтернативная» концовка, при которой после нескольких строк диалога появится изображение с повешенной Саёри на белом фоне. Если подождать 10 минут, то рядом с ней появится надпись: «Теперь все могут быть счастливы»[12].

## Разработка и выпуск

Эскизы дизайна героинь визуальной новеллы, выполненные Дэном Сальвато в бесплатной программе по созданию аниме-персонажей

Doki Doki Literature Club! разрабатывался 25-летним американским программистом Дэном Сальвато в течение двух лет с 2015 года и стал для него дебютом в мире игровой индустрии. До его выпуска Дэн был известен разработкой приложения FrankerFaceZ для Twitch.tv, а также своими модификациями для Super Smash Bros. и созданием пользовательских уровней в Super Mario Maker. По словам самого Сальвато, идея создания визуальной новеллы родилась у него из смешанных чувств во время просмотра аниме. Программист подчёркивал обильное использование в этом жанре мультипликации клише и регулярное построение сюжета вокруг «простых милых девушек, делающих милые вещи», из-за чего аниме имело как поклонников, так и ненавистников. Сальвато решил сделать собственную игру такой, чтобы она могла привлечь внимание людей вне зависимости от того, как они относятся к аниме.

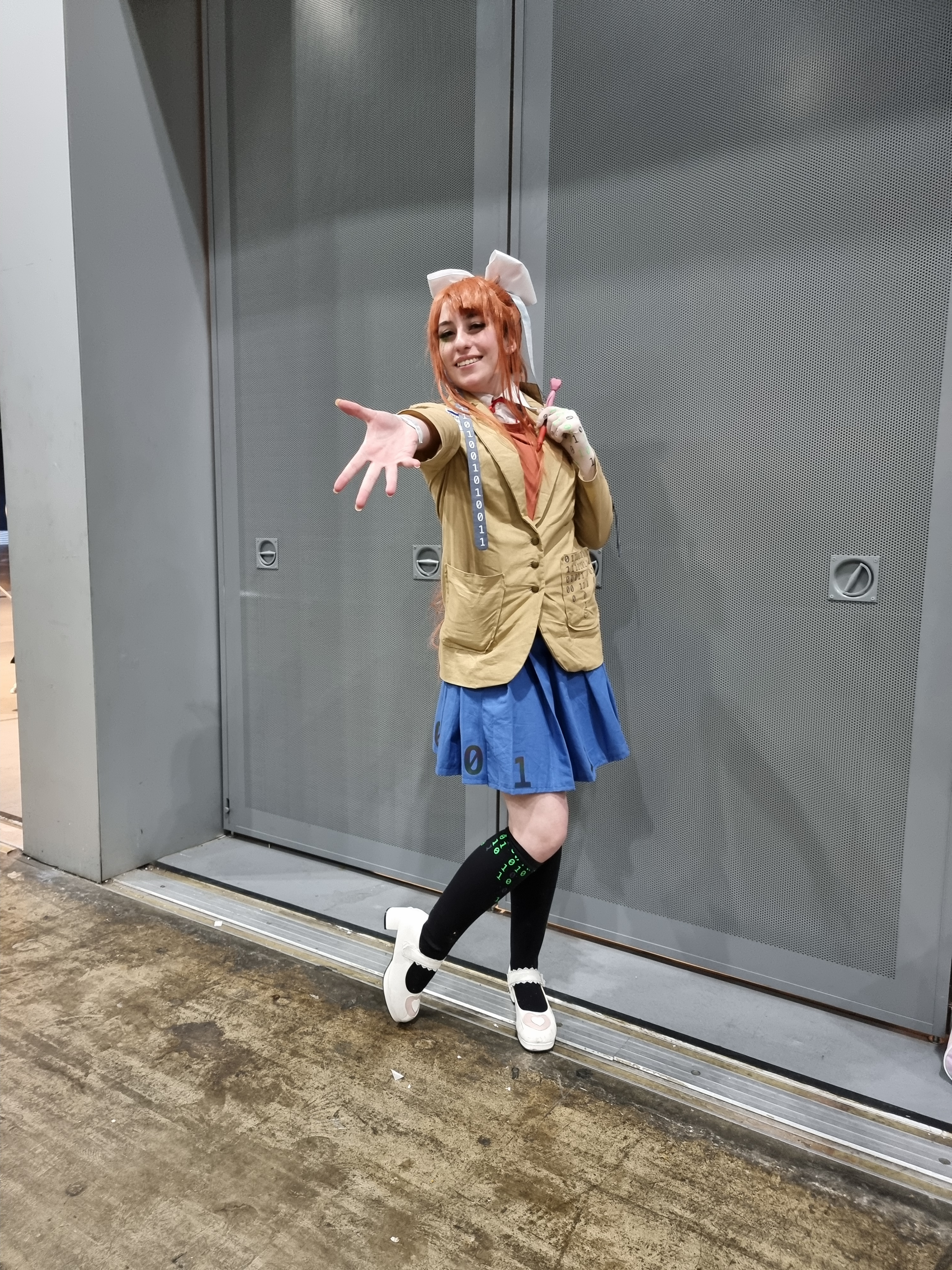
Косплей Моники на Crunchyroll Expo в Мельбурне

Обсуждая элементы хоррора в игре, Сальвато объяснил, что был заинтересован приёмами, которые «страшны не потому, что показывают вам нечто страшное, а потому, что заставляют чувствовать серьёзный дискомфорт». Для достижения этого разработчик решил воспользоваться «фасадом милой обстановки», которая должна была сломаться со временем вместе с поведением героинь, а в конце игры выяснялось бы, что всё произошедшее было делом рук одного злого персонажа, перехватившего у игрока контроль над игрой. В создании элементов ужасов Сальвато черпал вдохновение в компьютерных играх Yume Nikki и Eversion и подчёркивал, что вместе со своей командой желал, чтобы рынок визуальных новелл стал намного более смелым и перестал полагаться на одни и те же сюжетные концепции, потому стремился в своей работе высмеять все распространённые клише жанра. За основу характеров героинь было решено взять стандартные для аниме-индустрии типажи и дать девушкам японские имена, чтобы подчеркнуть атмосферу «псевдо-Японии», характерную для визуальных новелл западного производства. Единственным исключением из этого числа стала Моника, которая получила английское имя, чтобы дать игроку намёк на то, что она выбивается из общего для остальных персонажей сеттинга.
Поскольку Сальвато не обладал художественными навыками, для получения первоначального дизайна персонажей он воспользовался бесплатной онлайн-программой по созданию героев для аниме и применял полученные рисунки в тестовых версиях игры. Однако понимая, что такое качество продукта совершенно не удовлетворит потенциального покупателя, программист предложил своему другу Дэйву, переводчику компании Sekai Project, сделать для него эскизы школьной формы и причёсок девушек. Получившиеся наработки в дальнейшем Сальвато передал художнику Кагэфуми, который в течение нескольких месяцев довёл их до окончательно принятого варианта, а также создал спрайты персонажей и изображения отдельных сцен. Сами спрайты было решено сделать из нескольких составных частей для придания позам персонажей большего разнообразия. Фоновые изображения первоначально создавались в виде трёхмерных моделей, а после обрабатывались художником VelinquenT.
Doki Doki Literature Club! впервые был выпущен 22 сентября 2017 года на платформе для продажи, публикации и покупки игр от независимых разработчиков itch.io; позже игра также стала доступна в сервисе Steam. Игра распространяется бесплатно и доступна для загрузки с дополнительной оплатой, которую можно производить по желанию. Заплатив сумму от 10 и более долларов, игрок получает бонусный набор под названием «Fan Pack», который включает в себя настольные и мобильные обои с персонажами Doki Doki Literature Club!, официальный саундтрек к игре и цифровой буклет с концепт-артом.

## Doki Doki Literature Club Plus!
В январе 2020 года Дэн Сальвато заявил, что добавит в Doki Doki Literature Club! новый контент, уточнив, что сейчас продолжением игры он не занимается. 11 июня следующего года Team Salvato анонсировали расширенное издание Doki Doki Literature Club Plus!, которое будет выпущено 30 июня по цифровой дистрибуции компанией Serenity Forge на консолях Nintendo Switch, PlayStation 4, PlayStation 5, Xbox One и Xbox Series X/S. Кроме того, в интернет-магазине Serenity Dotge будут продаваться физическая версия на Switch, PlayStation 4 и PlayStation 5. 4 апреля также было объявлено, что компания PQube будет заниматься распространением Doki Doki на дисках в Европе. В день выхода Plus! компания Playism объявила, что переведёт игру на японский и выпустит её в Японии в течение 2021 года.
Doki Doki Literature Club Plus! включает в себя шесть новых дополнительных историй, 100 открываемых изображений, обновление визуальной составляющей и тринадцать новых музыкальных композиций. Добавленные побочные истории повествуют о том, как члены клуба познакомились и стали друзьями. Расширенная версия была создана на движке Unity, что позволило реализовать кроссплатформенную разработку. Релиз Doki Doki на дисках был намечен на 30 июля 2021 года, но был перенесён на конец сентября, а затем на октябрь из-за пандемии COVID-19. В феврале 2024 года Doki Doki Literature Club! Plus! стала временно бесплатной в Epic Games Store.

## Музыкальное сопровождение
Саундтрек визуальной новеллы был выпущен на двух компакт-дисках, состоящих из 15 и 10 композиций соответственно. Первый из них содержит все основные композиции игры, а второй — их ремиксы и альтернативные аранжировки. Вступительная композиция «Doki Doki Literature Club!» исполнена при участии фортепиано и флейты под сопровождение струнных инструментов. Композиция «Okay, Everyone!» имеет ещё пять версий, четыре из которых представлены на втором диске и выполнены с использованием различных музыкальных инструментов в честь каждой из героинь. Так, в версии для Моники основной упор сделан на фортепиано, композиция Юри использует пиццикато и арфы, Нацуки — ксилофон. Версия Саёри имеет, по мнению обозревателя RPGFan Маркоса Гаспара, «холодную, расслабленную стилистику». По словам критика, в целом музыкальное сопровождение «спокойное и безмятежное», за исключением двух треков — «Sayo-nara» и «Just Monika», которые имеют «зловещую атмосферу».
На первый квартал 2019 года намечен выпуск виниловых пластинок с саундтреком Doki Doki Literature Club!, а их обложки будут выполнены в красных тонах с очертаниями дыма.
| №                   | Название                        | Длительность |
| ------------------- | ------------------------------- | ------------ |
| 1.                  | «Doki Doki Literature Club!»    | 2:07         |
| 2.                  | «Ohayou Sayori!»                | 2:42         |
| 3.                  | «Dreams Of Love and Literature» | 4:09         |
| 4.                  | «Okay, Everyone!»               | 3:04         |
| 5.                  | «Play With Me»                  | 2:53         |
| 6.                  | «Poem Panic!»                   | 2:28         |
| 7.                  | «Daijoubu!»                     | 3:05         |
| 8.                  | «My Feelings»                   | 2:03         |
| 9.                  | «My Confession»                 | 3:06         |
| 10.                 | «Sayo-nara»                     | 2:37         |
| 11.                 | «Just Monika.»                  | 3:22         |
| 12.                 | «I Still Love You»              | 2:43         |
| 13.                 | «Your Reality»                  | 3:01         |
| 14.                 | «Poems Are Forever»             | 3:41         |
| 15.                 | «Doki Doki»                     | 3:37         |
| Общая длительность: | Общая длительность:             | 44:57        |

## Восприятие

### Оценки игры
| Сводный рейтинг       | Сводный рейтинг                                              |
| Агрегатор             | Оценка                                                       |
| --------------------- | ------------------------------------------------------------ |
| GameRankings          | 85,00 %                                                      |
| Metacritic            | 78/100 NS: 85/100 PC (Plus!): 82/100 PS5: 80/100 XSX: 89/100 |
| Иноязычные издания    |                                                              |
| Издание               | Оценка                                                       |
| RPGFan                | 90 %                                                         |
| Quarter to Three      | 80 %                                                         |
| CD-Action             | 55 %                                                         |
| Русскоязычные издания |                                                              |
| Издание               | Оценка                                                       |
| StopGame.ru           | «Похвально»                                                  |
| Награды               |                                                              |
| Издание               | Награда                                                      |
| IGN                   | Лучшая игра для ПК 2017 года (приз зрительских симпатий)     |
| SXSW Gaming Awards    | Награда Мэтью Крампа за культурные инновации                 |

Игра получила преимущественно положительные оценки от критиков. На агрегаторе Metacritic Doki Doki Literature Club! имеет оценку 78 баллов из 100 на основе 7 рецензий от критиков. Также игра находится на 96-м месте из 100 в рейтинге лучших игр 2017 года и на 24-м месте из 100 в списке самых обсуждаемых компьютерных игр 2017 года по версии того же сайта.
Основное внимание в обзорах профессиональных рецензентов компьютерных игр было сосредоточено на необычности Doki Doki Literature Club! для жанра визуальных новелл. Критик портала RPGFan Роберт Феннер отмечал, что традиционно крупные разработчики визуальных новелл, такие как Key и 5pb., занимаются производством игр, представляющих собой длинные, разбитые по дням повествования с типичным героем аниме-сериалов в качестве протагониста, который стремится развить свои отношения со второстепенными персонажами. По мнению Феннера, подобный формат давно нуждался в серьёзном пересмотре, но прежние попытки, предпринятые создателями Hatoful Boyfriend и Higurashi no Naku Koro ni, несмотря на успех этих игр, не смогли уйти от жанровых условностей и полностью раскрыть свой драматический потенциал. Однако, на взгляд критика, Doki Doki Literature Club! преуспел на этом поприще, предложив необычное использование возможностей игрового движка Ren'Py и крайне неожиданные сюжетные повороты.
Обозреватели подчёркивали, что визуальная новелла достигала наиболее эффективного воздействия на игрока за счёт эффекта неожиданности, поскольку внешне полностью напоминал типичных представителей эроге: в нём имелся выраженный дизайн персонажей в аниме-стилистике, а целью игры рассматривалось развитие отношений с одной из девушек. Кроме того, характеры героинь также были стереотипными для аниме-индустрии и включали распространённые типажи — цундэрэ, кудэрэ и дандэрэ, чьё поведение ярко передавали спрайты персонажей. Музыкальное сопровождение игры получило положительную оценку и также было охарактеризовано как «лёгкое и бодрящее». По мнению критиков, все эти аспекты в совокупности создавали у игрока впечатление игры в стандартную визуальную новеллу — побуждали его к появлению привязанности к персонажам и к расчёту на сохранения, которыми он сможет воспользоваться в случае, если принятые решения окажутся неверными. Рецензенты указывали, что развитие игры как хоррора было построено на разрушении чувства контроля за происходящим у игрока и появлении у него ощущения беспомощности перед изменениями игрового мира, производимыми игрой в файлах его компьютера. По мнению Виктории Роуз из Polygon, подобный подход разительно отличал Doki Doki Literature Club! от классических игр и фильмов ужасов, где игрок всё равно оставался отчуждённым от происходящего на экране. Эми Йозувайт из портала Rock, Paper, Shotgun отмечала, что ранее попытки разрушения «четвёртой стены» уже применялись в визуальных новеллах, но никогда прежде игра не пыталась уничтожать файлы намеренно, а не добавлять их на собственную игровую платформу.
С точки зрения самого нарратива указывалось, что первая половина игры содержит достаточно затянутое повествование о поэзии. На взгляд Роберта Феннера, сама по себе игра не проходит тест Бекдел, позиционируя главного героя как «обольстительного казанову». Однако, как подчёркивал критик, после завершения прохождения игры оказывается, что сюжет Doki Doki Literature Club! фактически противопоставляет себя аниме-жанру гарем, предлагая наиболее радикальный и лёгкий выход для заинтересованных в главном герое девушек. Также Феннер подчёркивал, что игра, как и ранее Katawa Shoujo, подходит очень близко к границе фетишизации нестандартных черт девушек: если в случае Katawa Shoujo это были физические увечья главных героинь, то в Doki Doki Literature Club! — психические расстройства. Тем не менее обозреватели признали удачным и актуальным такой фокус сюжета. Также было отмечено, что, равно как Undertale и Nier: Automata, визуальная новелла обладала крайне линейной структурой.
Визуальная составляющая игры была признана рецензентами удачной, а обозреватель портала Jeuxvideo.com сравнил её по качеству с визуальной новеллой «Бесконечное лето», который также являлся плодом труда непрофессионалов, но имел изображения персонажей и фоны, нарисованные на очень высоком уровне.

### Продажи и награды
По сообщению Team Salvato, в первые три месяца после выпуска Doki Doki Literature Club! была загружена более миллиона раз, а уже к 10 января 2018 года этот показатель достиг двух миллионов. По данным Gematsu, за первые две недели расширенное издание Plus! разошлось тиражом в 500 тысяч копий. Игра также стала одной из самых продаваемых инди-игр 2021 года на Nintendo Switch.
Doki Doki Literature Club! получила призы зрительских симпатий в номинации «Лучшая игра для ПК 2017 года» от портала IGN, а также «Лучшая приключенческая игра», «Лучший сюжет» и «Самая инновационная игра». В рамках награды SXSW Gaming Awards игра одержала победу в номинации Matthew Crump Cultural Innovation Award (с англ. — «Награда Мэтью Крампа за культурные инновации»). Журнал Electronic Gaming Monthly поставил игру на 16-ю позицию в рейтинге лучших игр 2017 года. По итогам голосования игроков PlayStation, расширенное издание заняло третье место в номинации «Независимая игра года», уступив Hades и Kena: Bridge of Spirits.

### Обвинения в провоцировании самоубийств
Doki Doki Literature Club! неоднократно обвинялся в различных СМИ как игра, побуждающая к самоубийству. В феврале 2018 года, по версии газеты «Московский комсомолец», в Иркутске двенадцатилетний школьник совершил суицид, предположительно, после игры в эту визуальную новеллу. Сам же Doki Doki Literature Club! при этом сравнивался журналистами издания с вымышленной игрой «Синий кит».
Также в феврале 2018 года в городе Бери графства Большой Манчестер в Великобритании произошло самоубийство 15-летнего школьника Бена Уолмсли. 26 июня того же года следователями были опубликованы первичные результаты расследования обстоятельств смерти, которые выявили, что Уолмсли являлся фанатом Doki Doki Literature Club!. По словам отца погибшего, игра «затянула» его сына своими «тёмными темами». На основании этого детективы выступили с обращением к родителям, в котором заявили, что Doki Doki Literature Club! «представляет угрозу для детей и юношей, в особенности для эмоционально уязвимых». В сентябре 2018 года руководство Общественного колледжа Каллингтона графства Корнуолл разослало родителям учеников электронные письма с предупреждением, что их дети могут играть в игру, побуждающую к совершению самоубийства, и попросило их узнать, не связаны ли они с Doki Doki Literature Club!. Одной из претензий руководства колледжа стал тот факт, что, хотя игра имеет возрастное ограничение 13+, она доступна на платформах Android и iOS, что позволяет детям более младшего возраста легко загружать её. В ноябре расследование причин смерти Уолмсли было завершено — следователями не было выявлено прямой связи с Doki Doki Literature Club!, однако они решили обратиться в Министерство образования Великобритании с прошением увеличить контроль за кибербезопасностью в отношении игр, распространяемых онлайн.

### Doki Doki Literature Club Plus!
Рецензенты в целом положительно оценили расширенную версию Doki Doki Literature Club. Версия игры для компьютеров получила 81 балл из 100 на основании отзывов 9 изданий, согласно агрегатору Metacritic.

## Влияние и наследие
Doki Doki Literature Club! вдохновила игроков на создание различных фанатских модов на движке Ren’Py. Дэн Сальвато положительно отозвался о фанатских модификациях, заявив, что, благодаря движку Ren’Py, игра «становится ещё лучше и доступнее для моддинга», и понадеялся, что это «сохранится на долгие годы».
Моника была положительно принята поклонниками игры и стала одним из самых популярных персонажей в Doki Doki, породив несколько мемов. Сальвато был поражён приёмом Моники и её популярностью, заявив, что не ожидал такой реакции. Разработчик критиковал теорию о том, что Нацуки является «трапом» из-за её широких плеч и маленькой груди, назвав её «неуважительной». Он также подметил, что «не любит шутки о гендере или о поле людей».
1 января 2018 года персонажи Doki Doki с разрешения Сальвато были добавлены в Yandere Simulator в качестве скинов к игровому персонажу. В том же году аватар Моники появился в Gaia Online, но без разрешения Сальвато, что расстроило его.